# 劉昆
劉 昆（りゅう こん、リウ・クン、簡体字: 刘  昆、英語: Liu Kun、拼音: Liú Kūn、1956年12月 - ）は、中華人民共和国の政治家。中華人民共和国財政部長、全国人民代表大会予算委員会主任を務めた。

## 経歴
1956年12月に中華人民共和国、広東省、饒平県にて誕生する。文化大革命下の1973年6月、大学に進学せず福建省雲霄県の工場で働かされる。1978年2月に厦門大学に入学し、経済学部で金融・貨幣経済を専攻、1982年2月に卒業した。1982年から広東省政府弁公室のさまざまな職を歴任し、2001年12月まで副主任を務めた。1984年7月に中国共産党に入党。2001年12月、広東省政府副秘書長に昇進し、2002年10月まで同省の部長級職を務めた。2002年10月に広東省財政部長となり、2010年7月まで同職を務めた。2010年7月に再び昇進して広東省副省長となり、2013年5月に北京に赴任して財政副部長に任命されるまで同職を務めた。2016年12月に全国人民代表大会予算委員会主任となり、2018年3月まで務めた。2018年3月19日、第13期全国人民代表大会第1回会議で財政部長に選出された。第19期中国共産党中央紀律検査委員会。第10回、第11回、第12回、第13回全国人民代表大会代表。2023年9月28日、藍仏安の後任として財政部共産党書記に就任。10月24日、藍は後任として財政部長に就任した。